# کلوچنیک
کلوچنیک (به لاتین: Klucznik) یک منطقهٔ مسکونی در لهستان است که در گمینا بارچوو واقع شده‌است.
کلوچنیک ۸۰ نفر جمعیت دارد.